# Caranx melampygus
Caranx melampygus Cuvier, 1833 è un pesce d'acqua salata appartenente alla famiglia Carangidae.

## Distribuzione e habitat
Questa specie è diffusa nell'Oceano Indiano, dal Mar Rosso fino all'Isola Ducie, Isole Ryukyu, Nuova Caledonia e nel Pacifico, dal Messico a Panama. Abita acque salate e salmastre, prevalentemente nelle barriere coralline. Nuota fino a 190 m di profondità.

## Descrizione
Presenta un corpo dalla forma tipica, allungato, molto compresso ai fianchi, con testa e bocca grandi, alto profilo dorsale e ventrale, coda fortemente bilobata. Le pinne pettorali sono a foggia di falce, pinna dorsale e anale sono opposte e simmetriche. La livrea ha fondo azzurro argenteo con riflessi bronzei e finemente chiazzato di azzurro vivo e blu scuro. Le pettorali sono giallo limone, le altre pinne blu elettrico con riflessi azzurro vivo.

C. melampygus raggiunge una lunghezza massima accertata di 115 cm per un peso di 43,5 kg, ma la taglia riscontrabile comunemente si attesta sui 60 cm.
Sono documentati casi di ibridazione con Caranx sexfasciatus.

## Biologia

### Comportamento
Talvolta nuota in piccoli gruppi.

### Alimentazione
Questo carangide è un grande predatore e si nutre prevalentemente di altri pesci, crostacei e molluschi cefalopodi, in particolare seppie, e gasteropodi.

### Riproduzione
È oviparo e la fecondazione è esterna. Non ci sono cure verso le uova.

## Predatori
C. melampygus è preda abituale di Fistularia commersonii e talvolta di alcuni squali come lo  squalo dalle punte argentee, lo squalo pinna bianca del reef e lo squalo toro.

## Pesca
È apprezzata preda per la pesca sportiva, ma anche pescata e allevata in acquacoltura per l'alimentazione umana.

È spesso veicolo dell'intossicazione alimentare ciguatera una volta superata la taglia di 50 cm.

## Acquariofilia
È allevato, come altri carangidi, negli acquari pubblici.